# Yao (Tchad)
Yao er en by i Tchad og hovedbyen i departementet Fitri.
12°51′N 17°33′Ø / 12.850°N 17.550°Ø